# Радиофар
Радиофар (радио + фар - по античком светионику на полуострву Фарос у Александрији) је навигациони радио-предајник са усмереним или неусмереним приципом емитовања радио таласа. Поставља се на важне навигацијске тачке, тако да емитује идентитет радиофара и утврђује радио смер, помоћу којег се утврђује тренутни положај корисника или служи као циљ према којем се корисник креће.
У београдској градској општини Сурчин постоји насељено место које носи овај назив.